# Alilaguna Gialla vízibusz (Velence)
A velencei Alilaguna Gialla jelzésű vízibusz Fondamente Nove és Punta Sabbioni között közlekedik. A viszonylatot az Alilaguna S.p.A. üzemelteti.

## Története
Az Alilaguna Gialla vízibusz 2011-től közlekedik, csak nyári időszakban.
2014-ben lerövidítették Punta Sabbioniig.
Az Alilaguna Gialla története:
| Időszak     | Járat- szám      | Megállók                                                     |
| ----------- | ---------------- | ------------------------------------------------------------ |
| 2011 – 2014 | Alilaguna Gialla | Treporti – Punta Sabbioni – Murano Colonna – Fondamente Nove |
| 2014 – ma   | Alilaguna Gialla | Fondamente Nove – Murano Colonna – Punta Sabbioni            |

## Megállóhelyei
| sz. | idő (perc) | megállóhely neve | sz. | idő (perc) | átszállási kapcsolatok                                              | látnivalók     |
| --- | ---------- | ---------------- | --- | ---------- | ------------------------------------------------------------------- | -------------- |
| 0   | 0          | Fondamente Nove  | 2   | 58         | 4.1, 4.2, 5.1, 5.2, 12, 13, 22, M-LN, N-M, Alilaguna A, Alilaguna B | Gesuiti        |
| 1   | 8          | Murano Colonna   | 1   | 51         | 3, 4.1, 4.2, 7, 18, N-M, Alilaguna B, Colombina                     |                |
| 2   | 59         | Punta Sabbioni   | 0   | 0          | 12, 14, 15, 17, 22, N-LN                                            | Punta Sabbioni |